# Nuorajärvi (sjö i Finland, Lappland)
Nuorajärvi är en sjö i Finland. Den ligger i kommunen Rovaniemi i landskapet Lappland, i den norra delen av landet, 700 km norr om huvudstaden Helsingfors. Nuorajärvi ligger 106,1 meter över havet. Arean är 66,5 hektar och strandlinjen är 4,65 kilometer lång. Sjön  ingår i Kemi älvs huvudavrinningsområde.   Den sträcker sig 2,0 kilometer i nord-sydlig riktning, och 0,8 kilometer i öst-västlig riktning.